# Мірика
Міри́ка (Myrica) — рід рослин родини восковнікових. Мірика представлена більше ніж 50 видами, що поширені в обох півкулях. Невеликі дерева або чагарники з черговими цілісними листками, яке пронизане дрібними ароматичними залозками.
Квітки у мірики розташовані в колосоподібних суцвіттях або поодинокі, дрібні, зазвичай одностатеві, без оцвітини. Тичинок 2-20; зав'язь верхня, одногніздова з 2 плодолистків. Плоди кістянкоподібні, часто зберігаються на гілках протягом всієї зими.
Мірики — невибагливі рослини, які будуть рости на будь-якому ґрунті, лише б було хороше освітлення. Виносять і посуху і перезволоження. Практично не обмерзають. Розмножуються насінням, живцями.
Як декоративні чагарники зрідка розводять американські види — Мірику пенсильванську та Мірику восконосну (М. pensylvanica, М. cerifera). Заслуговує на увагу як закріплювач пісків і матеріал для декорування пусток і заболочених ділянок. У деяких тропічних видів мірики плоди їстівні, у зв'язку з чим їх іноді вирощують. З плодів деяких видів мірикових отримують так званий рослинний віск.

## Види
- Myrica adenophora
- Myrica californica (Мірика каліфорнійська)
- Myrica cerifera (Мірика восконосна)
- Myrica esculenta
- Myrica faya
- Myrica gale (Мірика звичайна)
- Myrica hartwegii
- Myrica heterophylla (Мірика різнолистна)
- Myrica holdrigeana
- Myrica inodora
- Myrica integra
- Myrica nana
- Myrica parvifolia
- Myrica pensylvanica
- Myrica pilulifera
- Myrica pubescens
- Myrica quercifolia (Мірика дуболистна)
- Myrica rubra (Мірика червона)
- Myrica serrata
- Myrica tomentosa (Мірика повстяна)